# تایلر کپکای
تایلر کپکای (انگلیسی: Tyler Kepkay؛ زادهٔ ۱۹ ژوئن ۱۹۸۷) بازیکن بسکتبال اهل کانادا است.